# Propagandhi
Propagandhi — канадская панк-группа. В настоящее время базируются в городе Виннипег. Со времени образованния в 1986 году Propagandhi выпустили 6 полноценных альбомов, концертный DVD и несколько мини-альбомов и сплитов.

## История
Propagandhi — трое ребят родом из самых отдалённых уголков Канады, выросших на политическом хардкоре середины 80х и спидметалле начала 80х. Они не скрывают своё положительное отношение ко всему, что относится к словам «анархия» и «панк». Крис, Джорд и Тодд довольно скромные ребята, им не нравятся татуировки, крашеные волосы и пирсинг, они носят обычные широкие брюки и хоккейные толстовки.
Крис и Джорд жили в Манитобе, Канада, они учились в одной школе и часто беседовали на тему создания собственной группы. Но из-за переезда Криса создание группы пришлось отложить. Когда Джорд стал достаточно взрослым, чтобы поступить в Университет он поехал в Виннипег, где как раз и жил Крис. Здесь Джорд и Крис и создали Propagandhi, они нашли басиста, но вскоре им пришлось выгнать его, а на его место они взяли Джона. Находясь в Виннипеге Propagandhi играли с NOFX и познакомились с Фэт Майком. Майк как раз собирался основывать свой собственный лейбл — Fat Wreck Chords, поэтому Propagandhi дали ему
… несколько кассет с демо записями, которые понравились Майку. Вот как они попали на Fat Wreck Chords. Собственно говоря группа Propagandhi появилась в 1991 году, и с тех пор у неё уже есть четыре альбома и ещё несколько релизов. Альбом «How to Clean Everything» вышел в 1993 году. В промежутке между выходом этого и ещё одного альбома, который называется «Less Talk, More Rock», по неизвестным причинам группу покинул Джон. На альбоме «Less talk, more rock» его заменил Тодд, но Джон всё же поёт в песнях «Anchorless» и «Gifts». Сейчас Джон играет в группе под названием The Weakerthans. Propagandhi все еще выходят на Fat Wreck Chords, но свой альбом «Where Quantity is job #1» они выпустили на своём собственном лейбле (принадлежит Крису и Джорду) G7 Welcoming Commitee, с помощью которого они могут неплохо зарабатывать. Выход нового альбома Propagandhi ожидается в начале февраля 2001 года.
Манифест Propagandhi с альбома «How to clean everything» гласит: «Вот наше мнение. Propagandhi, как группа индивидуальностей, выполняет обязательства перед силой и достоинством, которые отражают фундаментальные аспекты анархического мышления. Тем не менее, как прямой результат того, что мы группа самостоятельных, свободомыслящих индивидуальностей, Propagandhi не представляет собой единичную, узкую субкультуру с „левым“ мышлением. Наши индивидуальные стремления и ожидания, восприятие и/или цинизм, вера в правдивость и прочность практических стремлений анархической теории были продемонстрированы во внутренних дискуссиях для того чтобы противопоставить их друг другу. Это так потому что анархия не догма. Анархия не однородна. И Propagandhi тоже. Мы, кстати, хорошо целуемся.»
C конца 2006 года группа расширила свой состав, у Propagandhi появился второй гитарист по прозвищу The Beaver.
Ребята не скрывают своих взглядов против следующих видов дискриминации личности: гомофобия, нацизм, расизм, сексизм.

## Участники
| Состав - Крис Ханна (Chris Hannah) — вокал, гитара (с 1986) - Джорд Самолески (Jord Samolesky) — ударные, вокал (с 1986) - Тод Ковальски (Todd Kowalski) — вокал, бас-гитара (с 1997) - Сулинн Хаго (Sulynn Hago) — гитара, вокал (с 2015) | Бывшие участники - Джон К. Самсон (John K. Samson) — вокал, бас-гитара (1991—1997) - Майк Броймайстер (Mike Braumeister) — бас-гитара (1989—1991) - Скот Хоппер (Scott Hopper) — бас-гитара (1986—1989) - Дэвид Гуиллас (David Guillas) — гитара, вокал (2006-2015) |

## Дискография
- How to Clean Everything (1993)
- Less Talk, More Rock (1996)
- Today’s Empires, Tomorrow’s Ashes (2001)
- Potemkin City Limits (2005)
- Supporting Caste (2009)
- Failed States (2012)
- Victory Lap (2017)